# Гармонихинский сельсовет (Московская область)
Гармонихинский сельсовет — упразднённая административно-территориальная единица, существовавшая на территории Кривандинского района Московской области до 1954 года. Административным центром была деревня Гармониха.

## История
В 1923 году Гармонихинский сельсовет находился в составе Ленинской волости Орехово-Зуевского уезда Московской губернии. В 1926 году в сельсовет входила только одна деревня Гармониха.
В ходе реформы административно-территориального деления СССР в 1929 году Гармонихинский сельсовет вошёл в состав Шатурского района Орехово-Зуевского округа Московской области, при этом к сельсовету была присоединена территория Лемешневского сельсовета (деревня Лемёшино). В 1930 году округа были упразднены.
В июле 1933 года Гармонихинский сельсовет был передан из упразднённого Шатурского района в Коробовский.
В 1936 году в сельсовет включена деревня Семёновская упразднённого Семёново-Ленинского сельсовета.
В июле 1939 года Гармонихинскому сельсовету была передана территория Власовского сельсовета (село Власово).
20 августа 1939 года сельсовет был передан во вновь образованный Кривандинский район.
17 апреля 1954 года административный центр Гармонихинского сельсовета перенесён в село Власово, а сельсовет переименован во Власовский.